# Corriere delle Alpi
Il Corriere delle Alpi è un quotidiano fondato nel 1994 con sede a Belluno che si occupa principalmente delle cronaca della città e della provincia di Belluno. Dal 2023 è pubblicato da Nord Est Multimedia S.p.a., società editrice che possiede altri quotidiani locali in Veneto:il Messaggero Veneto, la Tribuna di Treviso, la Nuova Venezia, il Piccolo e il Mattino di Padova. Nel corso degli anni, il giornale ha realizzato alcune iniziative per commemorare il Disastro del Vajont.